# E1-eliminatie
Een 1,2-eliminatie kan via verschillende reactiemechanismen tot stand komen. Voorbeelden van mechanismen zijn E2-eliminatie en E1cB-eliminatie. De E1-eliminatie komt vaak voor bij solvolysereacties die via een carbokation verlopen. Substitutie en eliminatie zijn hierbij concurrerende reacties. Het volgende reactieschema laat dit zien.
De vorming van het carbokation is de langzaamste, dus snelheidsbepalende stap in de reactie. Dit is onder meer afgeleid met behulp van de reactiekinetiek. De E1-eliminatie is een eerste orde reactie; de snelheid van deze reactie is alleen recht evenredig met de concentratie van het substraat, [RX].
S = k[RX]
De term E1 heeft betrekking op het monomoleculaire karakter van de snelheidsbepalende stap.
Omstandigheden die gunstig zijn voor een SN1-reactie, zijn dat evenzeer voor een E1-eliminatie. Competitie tussen eliminatie en substitutie hangt grotendeels af van de basesterkte en de nucleofielsterkte van de aanwezige nucleofiele deeltjes.
Bewijs voor het E1-mechanisme bij solvolyse is mede verkregen door middel van solvolyse-experimenten met vier verbindingen t-butyl-X. In deze vier verbindingen varieert de vertrekkende groep, (leaving group) X.
De percentages eliminatie en substitutie blijken onafhankelijk van de vertrekkende groep te zijn. Dit is alleen aannemelijk als een carbokation als tussenproduct wordt gevormd. Dit carbokation zal zich onafhankelijk van de vertrekkende groep gedragen.